# Brandon Burton
Brandon Burton (Germania, 31 luglio 1989) è un giocatore di football americano statunitense che gioca nel ruolo di cornerback per i Cincinnati Bengals della National Football League (NFL). Fu scelto nel corso del quinto giro (139º assoluto) del Draft NFL 2011 dai Minnesota Vikings. Al college giocò a football all’Università dello Utah.

## Carriera universitaria
Nato in Germania, dove il padre lavorava come ingegnere per la U.S. Army, Burton scelse di entrare nell'Università dello Utah nel 2007, anno in cui non scese mai in campo essendo redshirt. Nel 2008 prese invece parte a 11 partite, pur senza scendere mai in campo, con 3 tackle all'attivo giocando soprattutto nello special team. Nel 2009 invece, come sophomore, prese parte a tutti e 13 gli incontri di stagione regolare (scendendo in campo in 12 occasioni come titolare), mettendo a segno 47 tackle totali, 4 tackle con perdita di yard ed 1 intercetto. Nel 2010, sua ultima stagione universitaria, scese in campo nuovamente 13 volte (e tutte e 13 come titolare), mettendo a segno 51 tackle totali, 1 tackle con perdita di yard e 2 intercetti. A fine anno fu inserito nel Second-team All-MWC.

## Carriera professionistica

### Minnesota Vikings
Selezionato nel quinto giro del Draft NFL 2011 come 139a scelta assoluta dai Vikings, Burton nei suoi primi due anni in forza alla franchigia del Minnesota scese in campo in 14 occasioni, di cui solo una da titolare, mettendo a segno 8 tackle (7 da solo). Burton fu svincolato dai Vikings il 31 agosto 2013.

### Buffalo Bills
Il 1º settembre 2013, Burton firmò un contratto con i Buffalo Bills. Dopo aver giocato 5 partite, fu svincolato il 25 ottobre.

### Cincinnati Bengals
Il 30 dicembre 2013, Burton firmò un contratto con i Cincinnati Bengals.

## Vittorie e premi
Nessuno

## Statistiche
| Partite totali      | 19 |
| Partite da titolare | 1  |
| Tackle totali       | 11 |
| Intercetti          | 0  |
| Sack                | 0  |